# Едвард Тафти
Едвард Тафти (енгл. Edward Tufte, 14. март 1942), познат и под именом Еј-Ти (ЕТ), јест амерички статистичар и професор емеритус политичких наука, статистике и информатике на Универзитету Јејл. 

## Биографија
Едвард Тафти је рођен 14. марта 1942. године у Канзас Ситију. Одрастао је на Беверли Хилсу, где је завршио средњу школу. Дипломирао је и завршио мастер из статистике на Станфорд универзитету, а докторирао је политичке науке на Јејлу. Након школовања је запослен у Вудро Вилсон школу, где држи часове политичке еконимије и анализу података. Такође, за то време је избацио 3 књиге о политичким наукама.
Тафти је 1975. почео да се занима статистичким графиконима и самим тим их је убацивао у своја предавања која је држао са Џоном Тјукијем. Њихов заједнички рад су довели до стварања Тафтиове прве књиге о дизајну информација, Визуелни приказ квантитативних информација (The Visual Display of Quantitative Information).
Године 1982. Едвард Тафти самостално објављује Визуелни приказ (Visual Display) тако што је подигао другу хипотеку на своју кућу. Ова књига је постала комерцијални успех и тако је Тафти прешао од политичког научника до информационог експерта.

## Рад

### Дизајн инфомација
Тафтиово писање је битно у областима као што су дизајн информација и визуелна писменост. Смислио је реч чартџанк (chartjunk) како би се позвао на бескорисне информације које замагљују информације квантитативних приказа. Остали Тафтиови кључни концепти укључују оно што он назива фактор лажи, data-ink ratio и густину података код графикона.
Термин "data-ink" се користи да би се заложили против прекомерене декорације у визуелним приказима квантитативних графикона. Тафти објашњава: „Понекад украшавање може помоћи у уређивању садржаја графика. Али погрешно је искривљавање мера података - вредности бројева које лоцирају мастило - како би се дао уреднички коментар или уклопила декоративна шема. "
Тафти подстиче употребу илустрација богатих подацима који приказују све доступне податке. Када се такве илустрације пажљиво проуче, свака тачка података има вредност, али када се посматрају општије, могу се уочити само обрасци.
За изношење својих доказа користи историјске примере као што су Мапа избијања колере од Џона Сноуа (енгл. John Snow), рана свемирска сметлишта, Сидереус Нунциус (Sidereus Nuncius) од Галилеја(итал. Galileo Galilei). Као на пример, списак имена преминулих војника на Линовом скулптурном меморијалу се много боље приказао као хронолошки списак него списак који би ишао по абецеди.

### Критикаpowerpoint-a
Тафти је критиковао како се користи Мајкрософт powerpoint (енгл. Microsoft PowerPoint). У свом есеју "Когнитивни стил powerpoint-a" (енгл. "The Cognitive Style of PowerPoint") критикује доста ствари међу којима су:
- Његове бескорисно поједностављене табеле и графикони;
- Оквир чини да идеје буду поређане у вештачки дубокој хијерархији, која је сама по себи изобличена потребом за поновним приказивањем хијерархије на сваком слајду;
- Његова употреба се користи на начин да увери и води оног ко презентује, уместо да просвети публику;

Тафти наводи пример када су Насини (енгл. NASA) инжењери користили powerpoint који су довели до катастрофе спејс-шатла Колумбија (енгл. Space Shuttle Columbia disaster). Детаљ је био написан на пренатрпаном слајду а могла је да се избегне катастрофа да је било написано на регуларном белом папиру.

### Вишеструки графици
Тафти је подстицао да се користи метод мањи вишеструки графикони (енгл. small multiple) који убрзавају упоређивање више серија графикона. Идеја је да се узме више мањих графикона који имају исту осу и поређају један до другог или испод другог, тако да се лакше уоче њихове разлике.

### Спарклајн
Спарклајн (енгл. sparkline) је врло мала линијска карта, обично нацртана без осе или координата. Представља општи облик варијације (обично током времена) у неким мерењима, као што су температура или цена на берзи, на једноставан и  сажет начин. Спарклајнови су довољно мали да се могу уградити у текст или се неколико спарклајнова може груписати као елементи вишеструких графика. Док је типични граф дизајниран да приказује што више података и одвојен је од тока текста, спарклајнови ће бити сажети, незаборавни и смештени тамо где се о њима расправља.
1983. Едвард Тафти формално је документовао графички стил, тада назван „интензивна континуирана временска серија“

(енгл. "intense continuous time-series"), подстичући екстремно сабијање визуелних информација.
- Спарклајн

### Скулптуре
Тафти је правио и скулптуре, углавном су оне биле велике и прављене од метала или камена. Он је своје скулптуре изложио на свом сеоском имању. Нека од његових дела су се  нашла и на изложбама.